# Ana Zanatti
Ana Maria Zanatti Olival (* 26. Juni 1949 in Lissabon) ist eine portugiesische Schauspielerin, Fernsehansagerin und -moderatorin. Sie moderierte u. a. mehrmals den Liederwettbewerb (und portugiesische Vorausscheidung zum Eurovision Song Contest) Festival da Canção, so 1976, 1980, 1986, 1987 und 1992. Sie schrieb auch Bücher und setzte sich für die Rechte Homosexueller in Portugal ein. Seit 2009 lebt sie offen homosexuell.
Vor allem durch ihre lange und regelmäßige Präsenz in Serien und Unterhaltungssendungen des Fernsehens ist sie in Portugal ein besonders prominentes Gesicht.

## Leben
Ana Zanatti wuchs, mit weitläufig italienischer Abstammung, in ihrer Geburtsstadt Lissabon auf, ging dort in eine katholische Grundschule und später zum traditionsreichen Liceu Pedro Nunes, wo sie das Abitur machte. Sie begann ein Studium der romanischen Philologie an der Universität Lissabon, das sie aber schnell abbrach, um sich am Nationalkonservatorium (heute Escola Superior de Teatro e Cinema) einzuschreiben. Als sie 1968 ihr erstes Theaterengagement bekam, in Francisco Ribeiros Inszenierung von Pirandellos Cautela Libertino! am Teatro Nacional Popular, brach sie auch dieses Studium ab, um fortan Berufsschauspielerin zu werden. Im gleichen Ensemble spielte sie im Folgejahr in Vittorio Calvinos A Torre e o Galinheiro, 1970 wechselte sie zum Hörfunk-Ensemble der Parodianos de Lisboa, bis sie 1971 als Sprecherin und Ansagerin beim öffentlich-rechtlichen Fernsehsender RTP anfing. Zwischendurch übernahm sie erste kleine Fernsehrollen (v. a. in Kinder- und Jugendsendungen) und eine erste Nebenrolle in einem Kinofilm, 1968 in Henrique Campos Estrada da Vida.
Erst nach der Nelkenrevolution 1974 kehrte sie wieder zu Theater und Film zurück, als sich die gesamte Kultur- und Medienlandschaft im Land weit öffnete nach dem Wegfall der Zensur und durch die tiefe gesellschaftliche Demokratisierung. 1974 nahm sie ihre erste ernstzunehmende Filmrolle an, in Manuel Guimarães letztem Film Cântico Final, der jedoch floppte. 1975 stand sie erstmals wieder auf der Theaterbühne, in António Coallados Inszenierung von Peter Shaffers Stück Equus am Teatro Capitólio, um in den nächsten Jahrzehnten immer wieder Theater zu spielen. 1977 spielte sie im Sexploitationfilm Liebesbriefe einer portugiesischen Nonne, spielte ansonsten aber nur vereinzelt in ausländischen Produktionen.
Zu ihrem Schwerpunkt sollte sich jedoch fortan ihre Arbeit für das Fernsehen entwickeln. So spielte sie 1982 in der ersten portugiesischen Telenovela Vila Faia und verlegte sich in den 1990er Jahren besonders stark auf Fernsehserien. Auch als Sprecherin in zahlreichen Fernsehdokumentationen blieb ihre markante Stimme beim großen Publikum präsent.
Nach soliden Schauspielleistungen, jedoch meist in Spielfilmen, die weder beim Publikum noch der Kritik für Aufsehen sorgten, konnte sie dann mit ihrer ersten Hauptrolle 1984, in O Lugar do Morto, das Publikum und die Filmkritik gleichermaßen begeistern. Auch in späteren Rollen überzeugte sie danach meist in souveränen, dabei stets etwas geheimnisvoll bleibenden Figuren. Das Fernsehen blieb jedoch weiter ihr Wirkungsschwerpunkt.
2003 veröffentlichte sie ihren ersten Roman, Os Sinais do Medo (portugiesisch für: Die Zeichen der Angst), dem später weitere Bücher folgten, darunter 2013 der Roman E onde é que está o Amor? (portugiesisch für: Wo ist die Liebe?) und 2016 der Essay O Sexo Inútil (portugiesisch für: Der unnütze Sex bzw. Das unnütze Geschlecht). Sie verfasste auch Kinderbücher, darunter 2011 das Buch Teodorico e as Mães Cegonhas (portugiesisch für: Teodorico und die Storchenmütter) über homosexuelle Eltern.
Anlässlich der Gründungsveranstaltung einer breiten gesellschaftlichen Initiative zur vollen Gleichstellung der seit 2001 legalen homosexuellen União de facto (Eingetragene Partnerschaft) mit der traditionellen heterosexuellen Ehe am 31. Mai 2009 im Lissaboner Cinema São Jorge bekannte sich die 60-jährige Zanatti öffentlich dazu, lesbisch zu leben. Dort und mehrfach später forderte sie die vollen gleichen Eherechte.
2015 gab sie der Figur der Katherine Marlowe im Computerspiel Uncharted 3: Drake’s Deception die portugiesische Stimme.

## Filmografie

### Filme
- 1968: Véspera de Casamento (Fernsehfilm); R: Victor Manuel
- 1968: Estrada da Vida; R: Henrique Campos
- 1968: A Noite do Menino (Fernsehfilm); R: Victor Manuel
- 1969: A Torre e o Galinheiro; R: Fernando Frazão
- 1970: Nojo aos Cães; R: António de Macedo
- 1976: Os Demónios de Alcácer-Kibir; R: José Fonseca e Costa
- 1976: Cântico Final; R: Manuel Guimarães
- 1977: Die Liebesbriefe einer portugiesischen Nonne
- 1978: A Confederação: O Povo É Que Faz a História, R: Luís Galvão Teles
- 1979: O Encontro (Fernsehfilm); R: António Drago
- 1982: A Senhora Ministra (Fernsehfilm); R: Herlander Peyroteo
- 1984: O Lugar do Morto; R: António-Pedro Vasconcelos
- 1991: Mar Portuguez e a Simbólica da Torre de Belém (Sprecherin); R: Vítor Candeias
- 1996: Dois Dragões (Kurzfilm); R: Margarida Cardoso
- 1996: Aurélio da Paz dos Reis - Um Olhar Actual (Sprecherin); R: Faria de Almeida
- 1997: Porto Santo, R: Vicente Jorge Silva
- 2000: Aniversário (Fernsehfilm); R: Mário Barroso
- 2000: Um Dia na Vida (Kurzfilm); R: Álvaro Zuñiga
- 2003: A Filha; R: Solveig Nordlund
- 2003: Rádio Relâmpago (Fernsehfilm); R: José Nascimento
- 2004: Lá Fora; R: Fernando Lopes
- 2004: O Milagre segundo Salomé; R: Mário Barroso
- 2010: Tóbis Portuguesa (Sprechrolle); R: Manuel Mozos
- 2012: A Mãe do Meu Filho (Fernsehfilm); R: Artur Ribeiro
- 2019: Portugal Não Está à Venda; R: André Badalo
- 2021: Maluda (Fernsehfilm); R: Jorge Paixão da Costa

### Fernsehserien
- 1960: Programa Juvenil
- 1968: Riso e Ritmo (eine Folge am 17. Oktober 1968)
- 1973: Nós, Vós, Elas e Eles
- 1979: O Homem Que Matou o Diabo
- 1979: Mata E Esfola
- 1980: Eu Show Nico (eine Folge: 5. Folge, 1. Staffel)
- 1982: Vila Faia (Telenovela)
- 1988: Cacau da Ribeira
- 1988: Passerelle
- 1992–1993: Grande Noite (Folgen 1, 11 und 24, 1. Staffel)
- 1993–1994: Verão Quente (Telenovela)
- 1993–1996: Nico d'Obra (Sitcom)
- 1995: Desencontros (Telenovela)
- 1995: A Mulher do Sr. Ministro (eine Folge: 3. Folge, 2. Staffel)
- 1996: Todos ao Palco (3. Folge, 1. Staffel)
- 1996: Sim, Sr. Ministro
- 1996: Polícias
- 1996–1997: Nós os Ricos
- 1997: As Lições do Tonecas (eine Folge, am 15. März 1997)
- 1997: Riscos
- 1997: La belle vie (frz. Serie, erste Folge)
- 1998: Vidas Proibidas - Ballet Rose (Folgen 1, 2, 3 und 10)
- 1999–2000: Médico de Família
- 2000: Sábado à Noite (Folge 6, 1. Staffel)
- 2001: História do Cinema Português (Doku-Serie, Sprecherin, Folgen Novo Cinema: 1960–1974 und Os Tristes Anos: 1945–1960)
- 2001: Maiores de 20  (Folgen 4 und 3, 1. Staffel)
- 2001: Ajuste de Contas
- 2001: Segredo de Justiça (Folgen 3 und 9, 1. Staffel)
- 2001–2002: A Senhora das Águas
- 2002: Camilo, o Pendura  (fünf Folgen)
- 2003: Saber Amar
- 2004: Inspector Max  (eine Folge: A Noiva)
- 2005–2007: Morangos com Açúcar
- 2008: Casos da Vida (eine Folge: Milionária a Dias)
- 2008–2012: Liberdade 21
- 2011–2012: Os Compadres
- 2012: Dancin' Days (Telenovela, zwei Folgen am 4. und 5. Juni 2012)
- 2015–2016: Coração d'Ouro (Telenovela)
- 2016: Terapia
- 2021: Vento Norte

## Bücher
Romane, Essays und Erzählungen
- 2003: Os Sinais do Medo (Edições Dom Quixote, zuletzt 2007 wiederveröffentlicht)
- 2005: Agradece o Beijo (Edições Dom Quixote, zuletzt 2019 wiederveröffentlicht)
- 2013: E onde é que está o Amor? (Edições Guerra e Paz)
- 2016: O sexo inútil (Sextante Editora)

Kinder- und Jugendliteratur
- 2006: O Povo-Luz e os Homens-Sombra - O Segredo da Romã, mit Illustrationen von Carla Nazareth (Edições Dom Quixote)
- 2007: O Povo-Luz e os Homens Sombra – O Planeta Adormecido (Edições Dom Quixote)
- 2008: O Povo-Luz e os Homens Sombra – A Grande Travessia (Edições Dom Quixote)
- 2011: Teodorico e as Mães Cegonhas, mit Illustrationen des Modekollektivs Storytailors (Edições Alfaguara Objectiva)

Lyrik
- 2013: Este é o Meu Corpo (Edições Tea For One)
- 2013: 21 Cartas de Amor (Edições Abraço)

Zudem erschienen eine Reihe Erzählungen und Gedichte in Sammelbänden und Anthologien.